# Bolivar (metrostation Milaan)
Bolivar is een metrostation in de Italiaanse stad Milaan dat op 12 oktober 2024 is geopend.